# Aurangabad Cantonment
Aurangabad Cantonment es una ciudad y  acantonamiento situada en el distrito de Aurangabad en el estado de Maharashtra (India). Su población es de 18051 habitantes (2011). 

## Demografía
Según el censo de 2011 la población de Aurangabad Cantonment era de 18051 habitantes, de los cuales 9639 eran hombres y 8412 eran mujeres. Aurangabad Cantonment tiene una tasa media de alfabetización del 90,02%, superior a la media estatal del 82,34%: la alfabetización masculina es del 93,93%, y la alfabetización femenina del 85,53%.